# Middletown (Nova York)
Middletown és una ciutat del Comtat d'Orange, Nova York, Estats Units d'Amèrica. Està situada a la regió de la vall del Hudson, propera al riu Wallkill i als peus de les muntanyes Shawangunk. Les localitats més properes són Port Jervis i Newburgh.
Middletown és el principal nucli de població de la regió metropolitana formada per Poughkeepsie, Newburgh i Middletown (Poughkeepsie-Newburgh-Middletown metropolitan area, MSA), la qual s'estén pels comtats de Dutchess i Orange. La regió engloba una població total de 621.517 persones segons el cens de l'any 2000. Una estimació de l'1 de juliol del 2007 xifrava els residents en 669.915. La ciutat limita amb el nord de l'àrea metropolitana de Nova York.

## Història i economia

### Època fundacional i primers anys
En John Green va colonitzar el territori el 1744 després d'haver comprat terres de la patent DeLancey. Degut al fet que l'enclavament original es trobava a mig camí de dues altres poblacions es decidí adoptar el nom de Middletown i per evitar qualsevol confusió amb un proper poblet decidiren anomenar-se South Middletown. Aquest últim canvi, però, fou efímer; quan el poblet va obtenir la condició de vila se n'eliminà l'apèndix. Es convertí en ciutat el 1888.
Un dels edificis originaris fou el de la Primera Església Congregacional de Middletown; construïda el 1785, té l'agulla més alta de la ciutat i es considera que la construcció d'aquesta església marcà l'inici de Middletown com a vila. L'edifici actual és de l'any 1872.

### Etapa de creixement

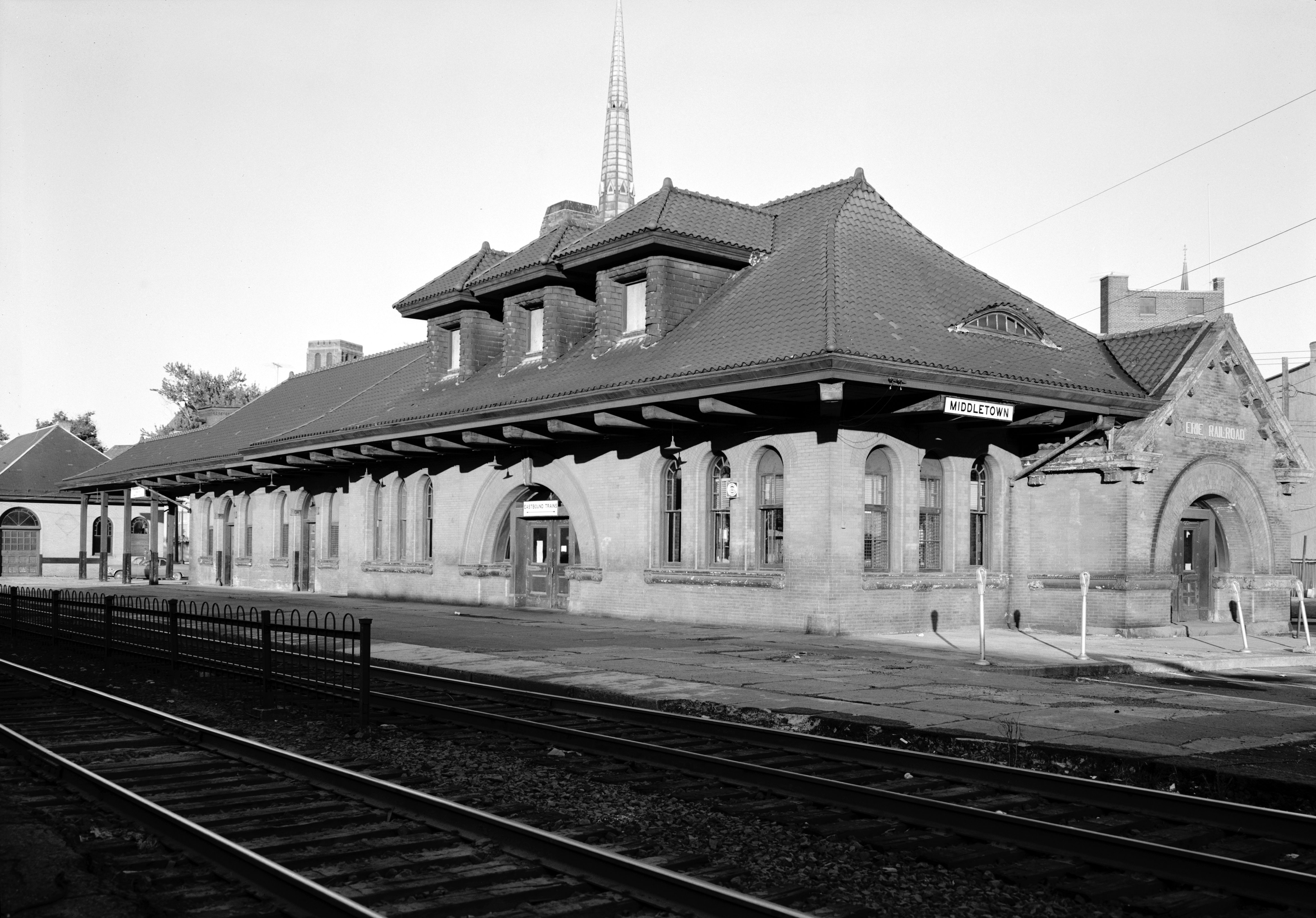
L'antiga estació de l'Erie Railroad el 1971, avui en dia seu de la biblioteca Thrall

La localitat cresqué amb el ferrocarril Nova York-Llac Erie i amb l'New York, Ontario and Western Railway (entre d'altres), que van atreure un gran nombre d'industrials. Es van instal·lar manufactures de sabates, tallagespes i de mobles, però a la dècada dels seixanta n'havia plegat la majoria. A més a més, el tancament de la planta que la companyia Ford tenia a Mahwah, Nova Jersey i la reducció de les plantilles i les operacions d'IBM tornaren a castigar l'economia de Middletown i rodalia durant els anys setanta. Tanmateix, als 70 la població fou descoberta per un bon nombre de policies, bombers i altres treballadors de la ciutat de Nova York, que començaren a comprar-hi cases a molt més bon preu que el que trobaven a prop de la Gran Poma. Aquests residents, amb un llarg desplaçament diari fins a la feina, ajudaren a reimpulsar l'economia de la zona fins que la ciutat de Nova York emeté un decret el 1986 que obligava els seus administratius a residir a la mateixa ciutat. D'aquesta manera Middletown perdé aquesta font de creixement. L'únic ferrocarril en actiu a la ciutat és el "Middletown and New Jersey Railroad".

### El Middletown actual

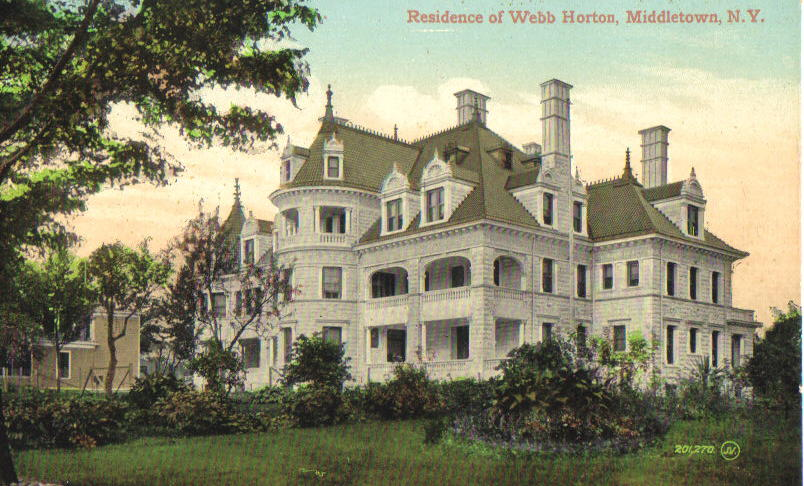
Morrison Hall (SUNY Orange, campus de Middletown)

El nucli antic patí a les darreries dels 60 la competència del nou Supermercat Lloyd i la zona comercial "Miracle Mille", i la posterior construcció de dos altres centres comercials, tots situats a l'extrem est de la ciutat i al llarg de la carretera 211 (Nova York), propers a la carretera 17 i la Interestatal 84. L'Orange Plaza Mall atragué comerços del centre de la ciutat a mitjans de la dècada dels setanta; als anys 90 obrí portes el Galleria Mall, a l'est de la carretera 17. Un WalMart substituó l'Orange el 2001. Part dels edificis del casc vell han estat abandonats o es troben infrautilitzats, per bé que encara es manté en peu un actiu ambient de bars musicals i alguns restaurants.
El centre de la ciutat conserva algunes esglésies històriques i a l'avinguda Highland es mantenen en peu diverses mansions d'estil victorià, moltes d'elles habitades per metges i les seves famílies, que utilitzen part dels edificis com a consultori. Algunes han estat convertides en residències sanitàries o de la tercera edat. Barriades benestants, com Presidential Heights, s'alternen altres de més humils. Els camps de la rodalia de la ciutat havien acollit petites granges, que desaparegueren durant la dècada dels vuitanta.
Middletown és l'adreça oficial de la Mediacom Communications Corp i les seves filials, una companyia de televisió per cable i una altra TV de pagament. L'edifici de la central, però, és a la veïna ciutat de Walkill.

## Llocs d'interès

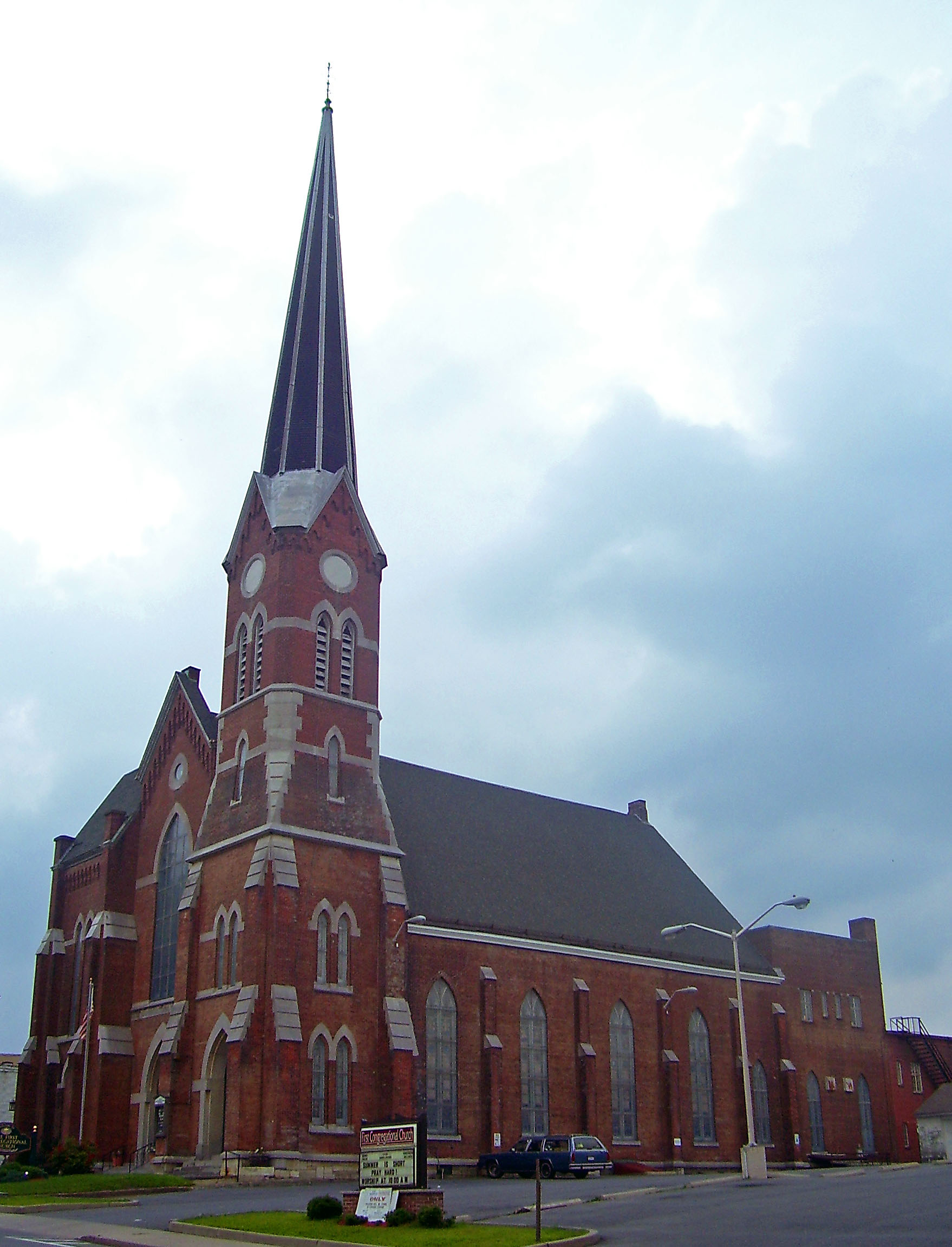
El temple de la Primera Església Congregacional, del 1872, amb l'agulla més alta de la ciutat

La zona comercial comprèn la "Galleria at Crystal Run", un centre comercial a l'est de Middletown, i un seguit de botigues al llarg de la carretera 211 a l'est de la ciutat. El centre de la ciutat, especialment North Street i East/West Main Street, té botiquetes i diversos restaurants ètnics. També hi ha un Museu de Ciències adreçat als infants i diverses esglésies. La ciutat té diversos cinemes, l'històric Paramount Theatre, un tribunal federal, un consell local d'Arts, boleres, les estacions de ràdio WALL i WOSR i la biblioteca Thrall. Diverses associacions socials hi tenen delegacions, com els Boy Scouts i les Girl Scouts of the USA, el Club dels Lleons, els Elks, Kiwanis, rotaris i altres. El Rotary Club fa a la tardor un Festival Eqüestre al Fancher Davidge Park. Middletown també acull l'Orange County Fair (la fira, mercat del comtat d'Orange) cada estiu.
La SUNY Orange, en el passat Col·legi Comunal del Comtat d'Orange, és un centre depenent de la Universitat Estatal de Nova York i està situat a Middletown (amb edificis com la "Webb Horton House", també coneguda per Morrison Hall). Altres llocs d'interès són l'hospital Horton Memorial i el potent Middletown Psychiatric Center. El diari local és el Times Herald-Record, el primer diari del país a fer servir la tècnica d'Òfset. A la població hi ha obres de dos arquitectes prominents: el cementiri Hillside, dissenyant per l'arquitecte i paisatgista britànic Calvert Vaux, també autor del Central Park de Nova York amb Frederick Law Olmsted; i la J.W. Chorley Elementary School, feta per l'arquitecte americà Paul Rudolph quan era degà de la molt prestigiosa Yale School of Architecture. El Highland Lakes State Park és un parc estatal, i a prop hi ha llocs per a fer excussions a peu o en bicicleta. L'Orange Regional Medical Center ocupa un bon grapat de veïns de la ciutat.
Algunes botigues de Middletown són esmentades en les gravacions de les bromes telefòniques dels The Jerky Boys: el restaurant Taco Bell de la carretera 211 ("Civil War Memorabilia (Part 2)", de The Jerky Boys 3) i el Middletown Motel i International Golf Discount (a "What's Wrong With This World", The Jerky Tapes).

## Geografia
Les coordenades de Middletown són aquestes: 41° 27′ N, 74° 25′ O / 41.450°N,74.417°O (41.4458, -74.4221). S'inclou al comtat d'Orange, a la seva zona oriental. La ciutat és gairebé envoltada per les ciutats de Wallkill i la vila de Wawayanda que es troba a en el punt més meridional.
Segons el United States Census Bureau, la ciutat de Middletown ocupa una extensió de 5,2 milles quadrades, és a dir, (13.3 km²). 5.1 milles quadrades de les quals (13.3 km²) són terra ferma i el que manca és aigua. Els rius i punts d'aigua més propers són el riu Wallkill i el rierol de Monhagen.

## Transport i vies de comunicació
Per arribar a Middletown des de Nova York hom pot agafar línies d'autobús. Endemés és a prop de la cruïla de 'Interestatal 84 i de la N17 (la propera interestatal 86). Cal esmenar a més que les carreteres de l'estat 17M i 211 creuen el terme municipal i la US route 6 és paral·lela a la I-84 vers el sud.
L'estació de Middletown pertany a la línia de Port Jervis, i és integrada a la xarxa de rodalia de la Metro-north Railroad, la qual enllaça la ciutat de Nova York amb les ciutats dormitori del nord i ciutats de Connecticut. L'estació s'emplaça prop de la vila de Walkill i permet el moviment de persones de poblacions com la de Port jervis, dels comtats d'Orange, Rockland i Bergen (a Nova Jersei) i de la ciutat de Nova York mitjançant un bescanviador a Secaucus, Nova Jersei.
L'aeroport de Randall cau a la vora; és a tan sols 6 km del centre de la ciutat.
Recorren la ciutat i la carretera 211 (on tenen les seves botigues vora tots els magatzems) mitja dotzena de línies d'autobusos.
S'ha plantejat la creació d'una estació central per als autobusos de la ciutat.

## Govern
Middletown is governed by a mayor and a city council known as the common council. It consists of 9 members, an alderman-at-large, who acts as president of the council, and eight members elected from wards. Each of the city's four wards elects two members. The mayor and the president of the common council are elected in a citywide vote for four year terms. The other council members have two year terms. Terms of office begin on January 1. A fire chief and three assistants are elected every three years by members of the city's engine companies. A corporation counsel, commissioners of public works and of assessment and taxation, a city clerk, registrar and a treasurer and any other officers required are appointed annually by the mayor and confirmed by the common council.